# Baillé
Baillé (bret. Balieg) – miejscowość i dawna gmina we Francji, w regionie Bretania, w departamencie Ille-et-Vilaine. W 2013 roku populacja ówczesnej gminy wynosiła 316 mieszkańców. 
Dnia 1 stycznia 2019 roku połączono dwie wcześniejsze gminy: Baillé oraz Saint-Marc-le-Blanc. Siedzibą gminy została miejscowość Saint-Marc-le-Blanc, a nowa gmina przyjęła jej nazwę. 